# Angustonicus arboricolus
Angustonicus arboricolus är en kackerlacksart som beskrevs av Philippe Grandcolas 1997. Angustonicus arboricolus ingår i släktet Angustonicus och familjen storkackerlackor.
Artens utbredningsområde är Nya Kaledonien. Inga underarter finns listade i Catalogue of Life.